# Ovipari
Ovipari är fortplantning genom äggläggning. Bland ovipara djur finns fåglar, groddjur, insekter samt de flesta kräldjur och fiskar. I vissa fall, såsom hos grodorna, kan befruktningen ske utanför kroppen – så kallad yttre befruktning – medan andra ovipara djur har inre befruktning, men där huvuddelen av den embryonala utvecklingen sker i ägget utanför moderns kropp.